# Sedma banijska udarna brigada NOVJ-a
Sedma banijska narodnooslobodilačka udarna brigada „Vasilj Gaćeša“ formirana je 2. rujna 1942. godine u Moslavini, od boraca Trećeg, Petog i Udranog bataljuna Banijskog partizanskog odreda. Na dan formiranja imala je je oko 850 boraca, naoružanih s 554 puške, 19 puškomitraljeza i dva mitraljeza. 
Od 22. studenog 1942. godine do kraja rata nalazila se u sastavu Sedme banijske udarne divizije. Rujna 1943. godine brigada je preimenovana i nosila je naziv Prva brigada Sedme banijske udarne divizije. 
Prvi zapovjednik brigade bio je Nikola Maraković, narodni heroj, a politički komesar Đuro Čizmek.
Brigada je nosila naziv „Vasilj Gaćeša“, u znak sjećanja na Vasilija Vasilja Gaćešu, zapovjednika Banijskog partizanskog odreda i narodnog heroja, koji je poginuo 29. travnja 1942. godine u borbi protiv ustaša. Početkom siječnja 1944. godine brigada je proglašena udarnom. 
Za svoje zasluge tijekom Narodnooslobodilačkog rata odlikovana je Ordenom zasluga za narod i Ordenom bratstva i jedinstva. Povodom petnaestogodišnjice bitke na Sutjesci, lipnja 1958. godine, odlikovana je i Ordenom narodnog heroja. 

## Narodni heroji Sedme banijske brigade
Petnaest boraca Sedme banijske udarne brigade proglašeno je za narodne heroje Jugoslavije:
1. Đuro Bakrač, zamjenik zapovjednika brigade
2. Ante Banina, zapovjednik brigade
3. Persa Bosanac, desetar Prve čete Drugog bataljuna
4. Živko Bronzić, zapovjednik Prvog udarnog bataljuna
5. Dimitrije Vojvodić Zeko, zapovjednik brigade
6. Stjepan Debeljak Bil, rukovoditelj Politodjela
7. Dragoslav Đorđević Goša, rukovoditelj Politodjela
8. Mate Jerković, zapovjednik Drugog bataljuna
9. Petar Kalanja, član Štaba brigade
10. Milanka Kljajić, zapovjednik voda
11. Uroš Krunić, politički komesar brigade
12. Nikola Maraković, prvi zapovjednik brigade
13. Rade Milojević, zamjenik zapovjednika brigade
14. Miloš Suzić, zapovjednik brigade
15. Ilija Španović, zapovjednik Prvog udarnog batljuna